# Puggy
Puggy je belgická hudební skupina. Založili ji roku 2004 tři studenti jazzové školy v Bruselu: anglický zpěvák a kytarista Matthew Irons, francouzský baskytarista Romain Descampe a švédský bubeník Egil Franzén. Styl skupiny je spojením pop music, folku a rocku, značnou část repertoáru tvoří akustické balady.
Skupina vystupovala na prestižních festivalech Paaspop, festivaly Reading a Leeds a Printemps de Bourges, v sálech jako např. Olympia a Forest National, v roli předkapely si zahrála se Smashing Pumpkins a Deep Purple. Jejich album To Win the World se roku 2013 stalo v Belgii platinovou deskou. Skladby skupiny byly použity ve filmech Largo Winch, Un jour mon père viendra a 30° Couleur a jako znělka španělské mediální skupiny Atresmedia. V roce 2014 obdrželi Puggy cenu Octaves de la musique pro nejlepší belgickou skupinu v žánru pop/rock.

## Diskografie
- 2007 Dubois Died Today
- 2010 Something You Might Like
- 2013 To Win the World
- 2016 Colours